# Черноглавці
Черногла́вці (болг. Черноглавци) — село в Шуменській області Болгарії. Входить до складу общини Венець.  У 2024 році населення села становило 691 житель.

## Населення
За даними перепису населення 2011 року у селі проживали 574 особи.
Національний склад населення села:
| Національність   | Кількість осіб | Відсоток |
| ---------------- | -------------- | -------- |
| турки            | 454            | 79,1%    |
| цигани           | 64             | 11,1%    |
| болгари          | 17             | 3,0%     |
| інша             | 0              | 0%       |
| не визначились   | 39             | 6,8%     |
| Всього відповіли | 574            |          |

Розподіл населення за віком у 2011 році:
Динаміка населення: